# Gare de Sant'Ambroggio
La gare de Sant'Ambroggio est une gare ferroviaire française de la ligne de Ponte-Leccia à Calvi (voie unique à écartement métrique), située sur le territoire de la commune de Lumio, dans le département de la Haute-Corse et la Collectivité territoriale de Corse (CTC). Elle dessert le littoral et les lotissements proches.
C'est une halte des Chemins de fer de la Corse (CFC) desservie par des trains « grande ligne » et « périurbain ». Arrêt facultatif (AF), il faut signaler sa présence au conducteur pour qu'il y ait un arrêt du train.

## Situation ferroviaire
Établie à 30 mètres d'altitude, la gare de Sant'Ambroggio est située au point kilométrique (PK) 109,5 de la ligne de Ponte-Leccia à Calvi (voie unique à écartement métrique), entre les gares d'Algajola (AF) et de Club-Med Cocody (AF).

## Service des voyageurs

### Accueil
Halte CFC, c'est un point d'arrêt non géré (PANG) à accès libre. Elle dispose d'un quai. Arrêt facultatif (AF) : le train ne s'arrête que si la demande a été faite au conducteur.

### Desserte
Sant'Ambroggio est desservie, éventuellement (AF), par des trains CFC « grande ligne » de la relation : Bastia, ou Ponte-Leccia, - Calvi. C'est également un arrêt facultatif de la « desserte suburbaine de Balagne » desservie par des trains CFC de la relation Calvi - Île-Rousse. Les horaires sont fluctuants en fonction de la saison (juillet-Août) et du hors saison (le reste de l'année).

### Intermodalité
Le stationnement des véhicules est possible à proximité.